# Puymoyen
Puymoyen település Franciaországban, Charente megyében. Lakosainak száma 2394 fő (2022. január 1.). Puymoyen Angoulême, La Couronne, Dirac, Torsac és Vœuil-et-Giget községekkel határos.

## Népesség
A település népessége az elmúlt években az alábbi módon változott:
| Lakosok száma | 436  | 1573 | 2258 | 2413 | 2410 | 2396 | 2377 | 2369 | 2382 | 2394 |
|               | 1968 | 1982 | 1990 | 2006 | 2013 | 2015 | 2017 | 2019 | 2020 | 2022 |